# Черёмушная (приток Нюрольки)
Черёмушная — река в России, протекает по Каргасокскому району Томской области, правый приток реки Нюролька.
Устье реки находится в 293 км по правому берегу реки Нюролька. Длина реки составляет 25 км.

## Данные водного реестра
По данным государственного водного реестра России относится к Верхнеобскому бассейновому округу, водохозяйственный участок реки — Васюган, речной подбассейн реки — Васюган. Речной бассейн реки — (Верхняя) Обь до впадения Иртыша.
Код объекта в государственном водном реестре — 13010800112115200031581.

## Топографическая карта
- Лист карты O-43-XVIII. Масштаб: 1 : 200 000. Состояние местности на 1983 год. Издание 1987 г.